# Taquicardia sinusal
La taquicardia sinusal es un tipo de trastorno del ritmo cardíaco caracterizado por una frecuencia de impulsos cardíacos aumentado originándose del nodo sinusal que es el marcapasos natural del corazón, y definida con una frecuencia cardíaca mayor de 100 latidos por minuto (lpm) en un adulto promedio —cuando la frecuencia normal es de 60-100 lpm en adultos—, aunque rara vez supera los 200 lpm. Por lo general, la taquicardia sinusal comienza y termina gradualmente, en contraste con taquicardias supraventriculares, las cuales aparecen de manera gradual y pueden terminar de forma brusca.

Taquicardia sinusal en las derivaciones I, II y III de un electrocardiograma humano.

## Etiología
La taquicardia sinusal no es un trastorno primario del mismo corazón sino que se manifiesta como respuesta fisiológica a estímulos diversos como el estrés, la fiebre, reducción del volumen sanguíneo, la ansiedad, el ejercicio, hipotensión arterial o la insuficiencia cardíaca congestiva. Otras causas de taquicardia sinusal incluyen:
- Deshidratación
- Hipertermia maligna
- Anemia
- Hipertiroidismo
- Feocromocitoma
- Sepsis
- Embolismo pulmonar
- Cardiopatía isquémica aguda o infarto agudo de miocardio
- Enfermedad pulmonar crónica
- Ingesta de estimulantes como la cafeína, nicotina o cocaína
- Circulación hiperdinámica

## Cuadro clínico
La taquicardia sinusal es casi siempre asintomática. Si la frecuencia cardíaca es demasiada alta, el gasto cardíaco puede ser insuficiente por razón de la marcada reducción en el tiempo de llenado ventricular. Aunque la frecuencia cardíaca elevada puede aparecer como compensación de una isquemia, el aumento en la demanda del miocardio o músculo cardíaco, así como la reducción en el flujo coronario, puede precipitar una isquemia cardíaca o una valvulopatía. La taquicardia sinusal que acompaña a un infarto de miocardio puede ser una indicación de shock cardiogénico.

## Diagnóstico
En un electrocardiograma se percibe una frecuencia cardíaca mayor de 100 latidos por minuto, un ritmo cardíaco regular, las ondas P son consistentes y con una morfología normal sin indicaciones de enfermedad auricular, el intervalo P-R dura entre 0,12 y 0,20 segundos y se vuelve más corto al aumentar la frecuencia cardíaca, y el complejo QRS dura menos de 0,12 segundos, es consistente y de morfología normal.

### Diagnóstico diferencial
Las taquicardias sinusales son aparentes sin mucha dificultad en el ECG, pero si la frecuencia cardíaca aumenta por encima de 140 latidos por minuto, las ondas P pueden llegar a ser difíciles de distinguir de una onda T precedente, haciendo posible la confusión con una taquicardia supraventricular paroxística o un flutter auricular con un bloqueo 2:1. Las maneras de distinguir las tres patologías es por:
- Las maniobras vagales, tales como la maniobra de Valsalva o el masaje carotídeo tienden a disminuir la frecuencia cardíaca y permiten identificar las ondas P.
- La administración de beta bloqueantes, adenosina o verapamil permiten identificar a un aleteo o flutter auricular con bloqueo 2:1.

#### Taquicardia sinusal inadecuada
También conocida como taquicardia sinusal no-paroxística, hace que el paciente tenga una taquicardia de reposo o exagerada en respuesta al ejercicio. Son pacientes que no tienen una cardiopatía evidente ni otras causas de la taquicardia, por lo que se cree que sea debido a un control autonómico anormal.

#### Síndrome de taquicardia ortostática postural
Por lo general es frecuente en mujeres sin problemas y se caracteriza por una frecuencia cardíaca normal durante el reposo pero aparece una taquicardia exagerada con los cambios posturales con o sin hipotensión ortostática.

## Tratamiento
En general, no se requiere tratamiento de la taquicardia sinusal fisiológica, aunque se suele tratar las patologías de base, de existir alguna. En los infartos agudos de miocardio, la taquicardia disminuye con el tiempo. De persistir puede reflejar un infarto de gran proporción o con disfunción anterior o ventricular y tiende a estar asociado a una morbilidad y mortalidad muy elevada. Los beta-bloqueantes son fármacos usados para disminuir la frecuencia cardíaca y son uno de los medicamentos indicados durante el tratamiento de un infarto. Los inhibidores de la enzima convertidora de angiotensina son medicamentos usados en pacientes con insuficiencia cardíaca y su uso mejora la taquicardia y la evolución de estos pacientes.